# Yoan Pablo Hernández
Yoan Pablo Hernández (Pinar del Río, 1984. október 28. –) kubai ökölvívó.

## Amatőr eredményei
- 2002-ben junior világbajnok nehézsúlyban.
- 2003-ban ezüstérmes a kubai bajnokságban nehézsúlyban. A döntőben Odlanier Solístól szenvedett vereséget.
- 2003-ban ezüstérmes a pánamerikai játékokon félnehézsúlyban. A döntőben a mexikói Ramiro Reducindótól szenvedett vereséget.
- 2004-ben az olimpián már az első körben kikapott a kétszeres világbajnok orosz Jevgenyij Makarenkótól.
- 2005-ben kubai bajnok nehézsúlyban.

Kétszer is kikapott Odlanier Solístól, aki 1999-2004 között mindig megnyerte a kubai bajnokságot nehézsúlyban, ezért 2003-tól félnehézsúlyban versenyzett. Csak miután a Solis felment szupernehézsúlyba tudott bajnoki címet szerezni.

## Profi karrierje
Solishoz hasonlóan Németországban kezdte profi karrierjét ,  mérkőzéseit cirkálósúlyban vívja. 2008. március 29-én a guyanai Wayne Braithwaite a harmadik menetben kiütötte és ezzel elvesztette veretlenségét.
18 mérkőzésből 17-et nyert meg, egyet vesztett el.